# Giesen-Hoos
Giesen-Hoos was een zangechtpaar, dat gedurende de eerste helft van de 20e eeuw optrad bij diverse operagezelschappen in Nederland. Hij was van origine bariton/bas; zij coloratuursopraan. 
Gerard Giesen (Gerardus Petrus Wilhelmus Giesen, Gouda, 12 maart 1875- Den Haag, 20 oktober 1941) is zoon van metselaar Cornelis Wilhelmus Giesen en Elisabeth Alida Hendrica van Helden. Hij kreeg in eerste instantie een opleiding om in de handel te gaan werken. Hij zong echter al in kerken en zijn stem viel positief op. Cornelis van der Linden, directeur van de Nederlandsche Opera nam hem op in zijn gezelschap, dat in deze samenstelling maar een korte tijd bestond. Giesen vertrok naar Berlijn om er les te nemen bij Cornelie van Zanten. Hij trad toe tot een operagezelschap in Erfurt, zong later in Essen en Koblenz. Rond 1910 maakte hij een kunstreis naar Zuid-Amerika. Bij terugkeer maakte hij voor langere tijd deel uit van de Nationale Opera van Jos Vranke jr., waarvoor hij ook wel de regie verzorgde, tot in de Tweede Wereldoorlog. In de oorlogsjaren leidde hij de Nationale Operagroep.
Hij was getrouwd met Nora Hoos (Leonora Johanna Elisabeth Hoos, geboren Den Haag, 29 oktober 1876) is een door Willem Cornelis Hoos erkende dochter van Magdalena Johanna Catharina Heemshuizen. Zij wilde van jongs af aan zangeres worden, maar de financiële middelen waren er niet altijd. Ze kreeg wel les in zang aan de Haagse Muziekschool, maar piano spelen moest ze zichzelf aanleren. Net als bij haar man, kwam haar zangcarrière pas laat op gang doordat haar stem opviel in de zangvereniging "Con Amore". Ze trad bijvoorbeeld op in Doornroosje van Richard Hol. Zij mocht pas vanaf haar 25e zangles nemen en trok net als haar latere man naar Cornelie van Zanten in Berlijn. Zij kon na twee jaar studie aan de slag bij een gezelschap in Teplice/Teplitz. Daarna zong ze in gezelschappen in Antwerpen, Berlijn, Metz, Essen, Darmstadt, Bremen, Elberfeld en Krefeld.  Ze zong ze enige tijd in Rembrandttheater in Amsterdam, haar laatst bekende optreden vond plaats in 1924. 
Hun zoon Wilhelm Herman Gerard Giesen (Wilhelm Hermann Gerhard, Berlijn, 6 december 1909 - Waalsdorpervlakte, 5 augustus 1944) werd vermoedelijk op de Waalsdorpervlakte gefusilleerd vanwege sabotage, spionage en pilotenhulp. Hij was ambtenaar.